# 城市：天际线
《城市：天际线》（中国大陆官方译为）是一款由Colossal Order开发，Paradox Interactive發行的城市建造遊戲。本作2015年3月10日發行於Microsoft Windows、Linux和macOS平台，Xbox One版本於2017年4月21日發行，8月15日发售PlayStation 4版本，2018年9月14日发售任天堂Switch版本。在遊戲發布後，Colossal Order陸續推出了31個可下載內容。Steam用戶則可以透過「工作坊」，製作額外模組分享到工作坊，或者從工作坊下載額外模組來擴展遊戲，像是更多的地圖、更多的資金甚至是提升遊戲難度等。
本作是款开放式的单人城市模拟游戏，玩家通过城市规划来控制城市土地，藉由分區、道路建设、税收、公共服务和地区公共交通部署，来维持控制城市的收支、人口、交通、污染与噪音，居民的健康、就业、满意度等城市发展因素。玩家还可以在沙盒模式下规划、建造城市，不受资金和城市状况的限制。
《城市：天际线》優良的設計、廣闊的地圖與玩家創作的額外模組讓本作不管是媒體評價還是商業上都有相當亮眼的成績，更被認為是當今最好的城市建造遊戲。遊戲獲得第19屆D.I.C.E.奖「年度策略模擬遊戲」提名，並讓開發商獲得「芬蘭年度遊戲開發者」的殊榮。遊戲單日售出25萬份，打破了Paradox Interactive所有發行遊戲的紀錄，截至2022年6月，《城市：天际线》共售出1200萬份。

## 游戏系统

遊戲中的操作界面與部分主要遊戲元素（道路、鐵路和土地使用分區規劃）

玩家初次遊玩，將擁有地圖上一塊4平方公里的區域土地和一筆遊戲內資金，一般情况下还有连接附近高速公路的一对出入口。玩家通过规划道路并划分道路周边区域为住宅区、商业区、工业区，并設置如电力、供水、排污等公共基础设施来鼓励居民入住城市并提供他们工作机会。「小啾啾」（Chirper）是長相與功能都和推特一樣的藍色小鳥，牠會在遊戲畫面的正上方給予訊息——例如模拟市民抱怨城市沒有水電，以此來提醒玩家需要布置水路管線。
城市的发展依赖于达成人口增长里程碑，玩家通过达成指定人口数量進而解锁更多的公共基础设施（例如学校、消防站、警察局、医疗保健设施、廢棄物处理设施、交通设施等）、税收政策、管理法令等以更好地管理城市。游戏还包括对城市进行區劃的功能，玩家可以对每个區劃进行功能設定，進而限制其发展模式和政策實施，例如可以限制工业区的发展类型，是否提供免费公共交通服务来减低交通流量，对分区内的高级商业区征收更高的税费等。随着城市的发展，游戏提供多种更好地改善城市发展的多样化特殊建筑。例如，商业中心能促使周边的居民接受更高教育水平，从而使他们更多地被雇佣而提升城市税收。
如果玩家达到足够的人口水平和资金，可以购买城市区域周边的土地来扩展城市区域范围。遊戲地圖擁有25塊區域可购买土地，为了适应大部分个人电脑的配置，游戏限制玩家只能購買其中9塊區域土地。但是在Steam的创意工坊中有額外模組能解锁该限制，讓玩家可以購買25塊區域甚至是整幅地图共81块区域土地，最多可以达到324平方公里的城市面积。
游戏中的交通运输系统基于過去Colossal Order开发的游戏《大都會運輸》，玩家能规划出一个高效的公共运输系统来降低交通拥堵。道路能够以任意直线或任意曲度建设，而道路周边规划地随道路形状自行划定。道路提供多种宽度来容纳不同的交通容量——最高为高速公路，同时提供多种形态（例如带有植树的道路），通过提高道路维护成本来降低道路噪音和提升周边土地价值。此系统还允许玩家在地图中添加其他公共交通系统设施，例如公车系统和地铁系统等。
游戏支持玩家在Steam的创意工坊发布修改模組，让用户加入各种其自创的内容，例如建筑、车辆等。创造一个活跃的用户自创内容社群也早已是游戏的明确设计目标之一。游戏自带多种地形提供给玩家建设，并提供一个地图编辑器來创造自己的地图，甚至可以使用现实世界的地理环境特征来创造地图。額外模組还能影响游戏的功能，同时游戏也自带了几个修改模組用于绕开人口增长里程碑来解锁设施建造限制、提供无限资金或提升游戏难度。

## 开发历程

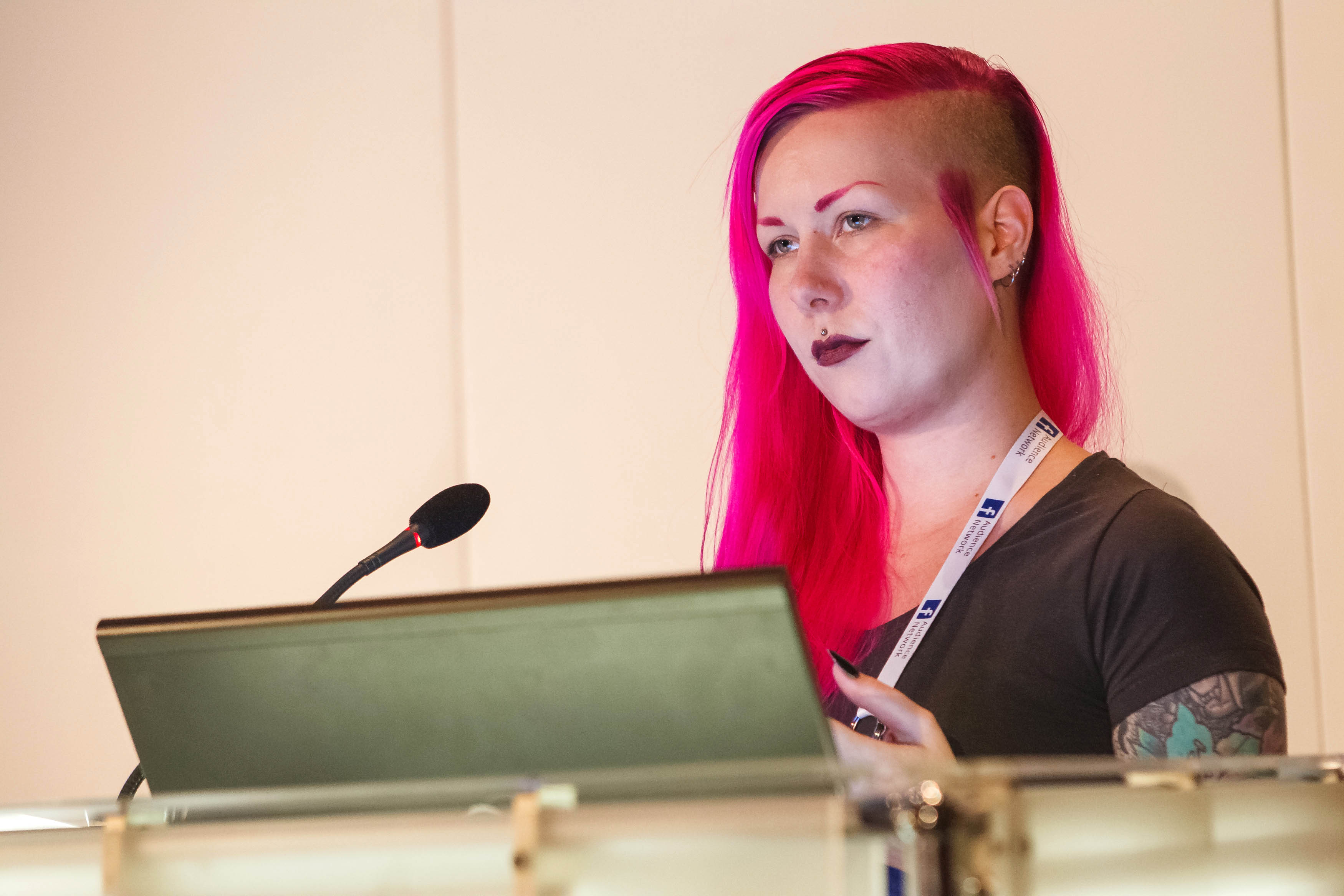
本作的首席遊戲設計師卡羅莉娜·科爾波

《城市：天际线》是由芬蘭遊戲开发商Colossal Order推出的城市建造遊戲，游戏採用Unity引擎开发。遊戲開發初期只有9名員工參與，隨著團隊規模發展，增加到了14人。
开发商Colossal Order自成立以來就一直想要開發一款城市建造遊戲，但當時團隊只有5名成員且技術尚未成熟。自《大都會運輸》、《大都會運輸2》推出以來，Colossal Order累積了不少開發經驗，即便如此，團隊仍擔心被認為是模擬城市系列的仿冒品，公司執行長瑪麗娜·哈利凱寧（Mariina Hallikainen）接受採訪表示「當他們（EA）宣布《模拟城市》的時候，我知道我們永遠無法說服Paradox讓我們開發這款遊戲」，但隨著2013年《模拟城市》發生的種種失誤，看見機會的Paradox終於願意讓Colossal Order進行《城市：天际线》的開發。
游戏的目标是希望能模拟最高容纳超过100万人的城市。为了达到这个目标，开发者要让模拟市民使用城市的道路和运输系统，使得道路设计与交通堵塞的影响成为玩家设计城市的影响因素。在此，开发者发现城市顺利发展的根本在于如何劃設好的道路系统。Colossal Order在《大都會運輸》中就已经意识到道路系统的重要性，并认为对交通和交通堵塞的可视化标示是能让玩家在城市设计中发现问题的一个易于理解的标志。
为了表现遊戲的交通，Colossal Order设计了一套复杂的系统，用于让模拟世界里的市民根据其附近的道路系统与公共交通系统去决定如何寻找上下班或去任何其感兴趣的地点的最快路径。模拟市民不会改变已经决定的路径，一旦路径发生改变，系統會直接把模拟市民传送回其出发的起点，而不是根据目前所在位置重新计算新的路径。如果路径中需要乘坐或驾驶车辆，系统有七条模拟规则来规定他们怎样做，并且将这些情况展示给玩家。另外，对于不在玩家视野中的地区，系統会让模拟市民在一些对模拟影响较少的地方跳过一些模拟规则，从而避免玩家实时调整道路系统时对交通系统的连锁性干扰。玩家所创造的交通运输系统会用一种基于节点的图表示，来实现最短路径的搜索和交叉节点的识别。之后系统会根据这些节点上的交通状况和一些基本的物理规则（例如遇到下行斜坡时汽車會加速、遇到急弯时汽車需减速），模拟个体沿着这些道路和交通运输系统的移动轨迹，从而精确地模拟出由系统的设计和地形因素而导致的交通堵塞。开发者通过这套模拟机制精确地表现了一些现代道路交流道——例如單點城市立交和分离式菱形立交的通行效率和不足之处。

## 发行
游戏仍在Alpha阶段时，发行商Paradox Interactive于2014年8月14日的Gamescom，首度公開宣布遊戲。当时宣传片的內容着重于让玩家能够「建造自己的梦想城市」、「制作游戏模组并与他人分享」和「能夠离线游玩」，其中第三点被評論们认为是对2013年的《模拟城市》需要在游玩中保持联网的回應。《城市：天际线》曾計畫於2015年第一至第二季度之间发布，並宣布遊戲发售后仍会继续游戏的开发。隔年2月10日，遊戲正式確認將於3月10日發售，並發布了新的預告片。之后Colossal Order宣布將會发售Xbox One的移植版。
Paradox Interactive曾预计Xbox One和Windows 10移植版会在2017年春天发行，移植工作由Tantalus Media負責，並收錄了《夜生活》（After Dark）扩展包。Xbox One版本於2017年4月21日推出。除了Xbox One，Tantalus Media也包辦了PlayStation 4與任天堂Switch的移植工作，前者於2017年8月15日發行，同樣收錄《夜生活》扩展包；後者於2018年9月13日發售，收錄了《夜生活》、《冰天雪地》（Snowfall）兩個扩展包。Xbox One與PlayStation 4的實體版本由Koch Media負責發行。2016年12月，腾讯宣布代理《城市：天际线》，游戏将登陆腾讯游戏平台，12月8日开启预售，12日正式发售。
Steam的创意工坊为玩家自创的游戏修改模组提供了一个友好的平台。Colossal Order在《大都會運輸》的发行中发现，玩家乐衷于修改并增加游戏功能，因此意识到游戏提供可修改能力对于玩家来说很重要，并且并不会损害游戏的价值，所以也想鼓励玩家在此游戏也有这样这样的行为。在游戏发行一个月后，创意工坊上就出现了2万多个修改模组资产，其中包括加入第一人称视角、飞行模拟器等。

### 可下载内容
游戏发布后，Colossal Order陆续推出多个额外下载内容（DLC），截至2022年12月，游戏共推出44个DLC。首個大型DLC《夜生活》于2015年9月24日发布。內容包含游戏預售奖励、豪華版升級包及已經刪除的《体育馆：欧洲俱乐部包》。本作在Steam上有大量相应的修改模组。Paradox注意到有许多爱好者會通过Patreon众筹等方式来为创作成果募集开发资金，於2016年开始鼓励创作者为官方制作内容扩展包，讓创作者從DLC的销售中获得分成。其中，马特·克鲁兹（Matt Crux）制作的《藝術合集》（Art Deco）是首個官方邀请制作的DLC。
| 名称                                              | 发布时间       | 内容简介 |
| ------------------------------------------------- | -------------- | --- |
| 预购包 Pre-order Pack                             | 2015年3月10日  | 为预购游戏的玩家提供5座奖励建筑物。在1.5.0-f4的版本更新中開放給所有玩家使用。 |
| 豪华版升级包 Deluxe Edition Upgrade Pack          | 2015年3月10日  | 添加5个历史建筑，提供游戏原声带和美術設定集。 |
| 夜生活 After Dark                                 | 2015年9月24日  | 首次公布於Gamescom 2015，主要新增了觀光區域和夜晚建築物燈光等內容，並添加了日夜更替的免费补丁。 |
| 冰天雪地 Snowfall                                 | 2016年2月18日  | 主要新增了降雪氣候、雪地地圖、電車系統及各種因應嚴寒氣候而出現的建築變化。 |
| 比赛日 Match Day                                  | 2016年6月9日   | 免费DLC，新增一座足球場，並且可以以此來經營一支本地球隊。 |
| 艺术合集 Art Deco                                 | 2016年9月1日   | 由Matt "Shroomblaze" Crux"设计。内含一系列装饰风格的楼房，包括6座住宅楼、6座商业楼和3座独特建筑。                                                                                                  |
| 体育馆：欧洲俱乐部包 Stadiums: European Club Pack | 2016年10月18日 | 添加4个体育场和相关功能，目前已從商店中删除。 |
| 大灾难 Natural Disasters                          | 2016年11月29日 | 主要新增了各种自然災害和相应的功能建筑，用于让玩家针对自然灾害对城市设计做好准备和灾后恢复建设，另外还包括一个剧情编辑器和游戏内的广播电台建筑。                                                   |
| 高科技建筑合集 High-Tech Buildings                | 2016年11月29日 | 由Mauro"GCVos"Vos设计。其中包含10个特色建筑和5个市政建筑。 |
| 放松小站 Relaxation Station                       | 2016年11月29日 | 由《歐陸風雲4》與《十字軍之王2》的作曲家Tobias Gustavsson創作的音樂合輯。 |
| 东方明珠 Pearls From the East                     | 2017年3月22日  | 免费DLC，内含3个中国建筑。此DLC旨在庆祝WeGame版本上线。 |
| 公共交通 Mass Transit                             | 2017年5月18日  | 新增大量交通工具，包括單軌列車、纜車、渡輪及飛船等，並同時加入新道路類型。 |
| 摇滚之城电台 Rock City Radio                      | 2017年5月18日  | 添加包含16首音乐的电台。 |
| 音乐会 Concerts                                   | 2017年8月17日  | 由3座新的独特建筑组成，并更新了欣赏音乐的人群的动画效果。 |
| 绿色都市 Green Cities                             | 2017年10月19日 | 让玩家实施与城市可持续发展相关的规划，例如在屋顶安装太阳能板、推广电动汽车和其他生态方面的改善。                                                                                                   |
| 欧洲郊区 European Suburbia                        | 2017年10月19日 | 由Samantha"Avanya"Woods设计。增添了80组新的特殊住宅建筑和资产。 |
| 圣诞歌，蜡烛与糖果 Carols, Candles and Candy      | 2017年12月5日  | 免费DLC，增加了一些圣诞主题的音乐。 |
| 爵士盛典 All That Jazz                            | 2017年12月5日  | 添加一个具有4种不同类型爵士的广播电台。 |
| 公园生活 Parklife                                 | 2018年5月24日  | 允许玩家建造主题公园、国家公园和动物园。玩家可以为公园划分特定区域并在其中建设大型的自定义公园，也可以在区域内的步行街边放置各种建筑物，而不仅限于道路旁。還添加了新的区域政策、新模型和观光线路。 |
| 乡村之路 Country Road Radio                       | 2018年5月24日  | 包含16首新的音乐。 |
| 工业 Industries                                   | 2018年10月23日 | 允许玩家建立独立于原有工业系统的基于可控产业链的新型工业规划及部分与工业相关的新交通设施。另外免费更新中增加道路收费站。                                                                           |
| 机械黎明电台 Synthetic Dawn Radio                 | 2018年10月23日 | 包含16首新的音乐。 |
| 校园 Campus                                       | 2019年5月21日  | 允许玩家创建独立可控的校园区域。 |
| 大学城 University City                            | 2019年5月21日  | 由Michael"KingLeno" Warren设计。增加了36座低密度住宅楼，32座低密度商业楼以及15个资产。 |
| 校园电台 Campus Rock Radio                        | 2019年5月21日  | 包含16首新的音乐。 |
| 深度聚焦 Deep Focus Radio                         | 2019年5月21日  | 包含16首新的音乐。 |
| 现代都市中心 Modern City Center                   | 2019年11月7日  | 由Jason"AmiPolizeiFunk"Ditmars设计，增加一些新的建筑。 |
| 闹市区电台 Downtown Radio                         | 2019年11月7日  | 包含16首新的音乐。 |
| 日落港口 Sunset Harbor                            | 2020年3月26日  | 新增渔业、交通工具和城市服务。增加5张以极地环境、热带环境和温带环境为主题的新地图。另外免费更新中強化了地鐵的建造（新增地面與高架路線及相应車站）。                                                |
| 现代日本 Modern Japan                             | 2020年3月26日  | 由Ryuichi Kaminogi设计，新增了20棟建築物與6個道具。 |
| 海岸之滨 Coast to Coast Radio                     | 2020年3月26日  | 包含16首新的音樂。 |
| 火车站 Train Stations                             | 2021年5月22日  | 由BadPeanut設計，新增了12座車站與4個運輸樞紐。 |
| 码头与大桥 Bridges & Piers                        | 2021年5月22日  | 由Andrés “Armesto” Cortiña、Rev0設計，新增了22種橋梁、碼頭及堤岸。 |
| 轨道之鹰电台 Rail Hawk Radio                      | 2021年5月22日  | 新增了16首電子舞曲。 |
| 灿烂微风电台 Sunny Breeze Radio                   | 2021年5月22日  | 新增了16首電子舞曲。 |
| 机场 Airports                                     | 2022年1月25日  | 玩家可以设计自己的机场。 |
| 广场与步行街 Plazas & Promenades                  | 2022年9月14日  | 新增人行道、无车区域和现代广场。 |
| 中世纪时尚 Mid-Century Modern                     | 2022年9月14日  | 新增3间旅馆、2间餐厅、30种以上的额外装饰品，例如围栏、家具与庭院装饰、以及车棚。 |
| 短途旅行电台 Shorelines Radio                     | 2022年9月14日  | 新增电子舞曲若干。 |
| 天堂之声电台 Paradise Radio                       | 2022年9月14日  | 新增电子舞曲若干。 |
| 金融區 Financial Districts                        | 2022年12月13日 | 新增金融區域。玩家可以建立該區域，促進所在城市的經濟，並運用資金對最適合城市人口的產業進行投資，並帶來全新的「投資」功能，以及超過100種物件。                                                      |
| 地圖包2 Map Pack 2 CCP                            | 2022年12月13日 | 社群模組作者Sidai出品的《Map Pack 2》，新增了10張地圖，各自呈現出寒帶、沙漠、熱帶和溫帶等不同的生物群系。                                                                                          |
| 非洲風情 African Vibes                            | 2022年12月13日 | 新增傳統非洲音樂共計 16 首樂曲。 |

## 评价
| 汇总媒体     | 得分                                          |
| ------------ | --------------------------------------------- |
| GameRankings | 86.49%                                        |
| Metacritic   | PC：85/100 XB1：81/100 PS4：81/100 NS：67/100 |

| 媒体          | 得分                  |
| ------------- | --------------------- |
| Destructoid   | PC：9/10 NS：5/10     |
| Game Informer | 8.75/10               |
| GameSpot      | 8/10                  |
| IGN           | 8.5/10                |
| PC Gamer美国  | 86/100                |
| The Escapist  | [ 85 ] [ 86 ]         |
| CGMagazine    | XB1：8.5/10 PS4：9/10 |
| God is a Geek | PC：9.0/10 NS：6.5/10 |

《城市：天际线》普遍獲得媒體的好評，根據評論匯總網站GameRankings的資料，遊戲的平均分數為86.49%，而另一個網站Metacritic根據60份評論給予遊戲85/100分。
Destructoid的賈森·福克納（Jason Faulkner）給予本作9分（滿分10分），表示自己“十分享受游戏的每分每秒，并且对我的城市的规划、建造与培育带来了超远于本作标题所带给的想象力与创造力”，認為《城市：天际线》不只是回歸到城市建造類遊戲的初心，還更進一步擴展、完善它。IGN的丹·斯塔普萊頓（Dan Stapleton）给出8.5分（滿分10分），写到“不要期望有天灾和随机事件，但是可以期望城市建设者为你带来规模与各种设施运作的震撼”。《The Escapist》的乔纳森·博尔丁（Jonathan Bolding）给出滿分5星，认为遊戲雖然有些小瑕疵，但仍然是“最近十年来一款最好的城市建造游戏”，喜歡經營模擬與城市建造的玩家都應該要體驗看看。《為戰而生》的總監兰迪·瓦内尔（Randy Varnell）表示這是他2015年最喜歡的遊戲之一，提到《城市：天际线》重新啟發了自己對城市建造遊戲的熱情。
《PC Gamer》的克里斯托弗·利文斯顿（Christopher Livingston）給《城市：天际线》86/100分，稱讚遊戲的用戶介面一目了然，搭配畫面上的「小啾啾」能夠馬上知道城市發生的問題；道路建設方面，建造道路很簡單，但要做出一條有意義的卻很難，玩家能夠從完善城市交通的過程中獲得樂趣，並總結到「遊戲雖然有些缺陷，但這款有趣且令人上癮的遊戲讓人趨之若鶩」。Kotaku的編輯路克·彭凱特（Luke Plunkett）覺得能建設自己的城市很有趣，但管理起來卻很麻煩，市民會有許多問題等著解決，例如垃圾、汙水，最麻煩的莫過於塞車，即使是6線道，遊戲的AI也會讓他們擠在同一條。
模擬城市系列作为城市建造遊戲類型的標竿，《城市：天际线》不免被各家媒體、評論及玩家進行各種比較。但隨著2013年發售的《模拟城市》因強制連線和遊戲機制的問題惹得玩家不滿，《城市：天际线》的推出被視為有力競爭者，甚至達到《模擬城市》難以超越的程度。遊戲推出以來，《城市：天际线》憑藉着低廉價格、優秀的遊戲AI、允許離線遊玩及更廣闊的遊戲地圖等優點獲得玩家喜愛。評論普遍認為《城市：天际线》已經成功取代模拟城市系列，成為新的城市建造遊戲標竿。虽然如此，游戏仍被批評內容不足和設計缺陷，例如缺少了天灾系统（天灾系统后来通过DLC发布引入）和随机事件，这些都是《模擬城市》拥有的內容，另外，遊戲还缺少实用的指南來指引玩家。
「小啾啾」是最受評論與玩家批評的遊戲功能。IGN的斯塔普萊頓抱怨小啾啾顯示的無聊內容。Quarter to Three的汤姆·奇克（Tom Chick）在一篇「你永遠猜不到哪款新作有著遊戲史上最爛的角色」評論中表示小啾啾令他感到崩潰。遊戲已經有許多設計可以表現出汙染、噪音以及民生物資的缺少，不用多一個假推特發送一堆垃圾訊息提醒他該做什麼。PC Invasion將可以屏蔽與刪除小啾啾的額外模組收錄在「城市：天际线必裝模組清單」。《PC Gamer》的里榮斯頓和God is a Geek的格雷格·希爾（Greg Hill）感激可以透過遊戲設置阻止小啾啾自动弹出或是選擇將其屏蔽。玛丽娜·哈利凯宁在接受訪談表示：「這是遊戲最具爭議的功能，許多玩家恨死了這隻藍色小鳥」，身為當初建議加入小啾啾的提案者，哈利凯宁也笑說開發團隊應該不會想再聽到她發表意見。
隨著時間過去，《城市：天际线》陸續增加了許多內容，Kotaku的彭凱特在一年後重新遊玩《城市：天际线》，提到遊戲運行更加順暢，彭凱特喜歡DLC《冰天雪地》增加的內容，覺得天氣變化讓市民出現大量用電及大雪造成的道路壅塞是對玩家能力的考驗。USgamer的邁克·威廉姆斯（Mike Williams）對《冰天雪地》13美金的售價有些意見，表示除了有軌電車，大多更新的內容都只是視覺方面，積雪特效也只能在本次新增的地圖使用，覺得因為增加有軌電車而花費13美金購買似乎顯得有些不合理。
GameSpot的布雷特·托德（Brett Todd）給予《大災難》、《公共運輸》、《工業》這三款DLC 7分、8分以及7分的評價，托德評論《大災難》擁有令人印象深刻的視覺表現，但份量上只是遊戲更新；《公共運輸》雖然有瑕疵，但解決了原本玩家處理大眾運輸的困難；《工業》為城市增添了不少特色，但獎勵、挑戰的缺少都讓玩家覺得沒必要建立工業區。

### 移植版
遊戲的主機移植分別於2017年和2018年推出，根據Metacritic的得分，Xbox One和PlayStation 4版本均獲得81分。評論讚賞遊戲不輸於電腦的畫面表現及完美契合的搖桿控制方式。
Windows Central的編輯耶兹·柯登（Jez Corden）給予遊戲4.5顆星（滿分5顆星），認為遊戲令人上癮到會破壞玩家的人際關係與工作能力。Push Square的山姆·布魯克（Sam Brooke）提到遊戲在放大縮小畫面的時候會出現分辨率下降的問題，其他像是風力發電機的動態建築也會有卡頓的情形，但開發商透過簡單的控件、數不清的細節和容易上手的玩法，讓本作兼具趣味和挑戰性。
《CGMagazine》的兩位評論員科迪·奧姆（Cody Orme）、乔丹·比奥路迪（Jordan Biordi）分別給予8.5分、9分（滿分10分），讚賞遊戲對主機的支援程度，雖然鍵盤滑鼠仍是遊玩《城市：天际线》的最佳辦法，但搖桿也能做出相同的效果，只要動動按鈕就能輕易做出橫跨城鎮的道路。
任天堂Switch版本的分數較低，在Metacritic上僅有67分。媒體批評任天堂Switch上的糟糕畫面及不穩定的影格。GameSpot的托德雖然很喜歡隨身攜帶的便利性，但隨著城市越建越大，小螢幕的缺陷逐漸明顯，光是縮放螢幕就耗費不少時間。God is a Geek的米哈伊尔·马德纳尼（Mikhail Madnani）給予6.5分（滿分10分），表示「以我遊玩近15個小時的感受，除非你能夠忍受醜陋畫面和差勁性能，否則根本不值得買」。Destructoid的彼得·格洛戈夫斯基（Peter Glagowski）基於類似評價給予遊戲5分（滿分10分），談到除非玩家想要有隨身體驗城市建造遊戲的樂趣，不然別考慮任天堂Switch版本。

### 销售
本作在24小时内共售出50万份，打破Paradox Interactive的歷年發行遊戲的紀錄成為最熱賣的作品，一个月内售出100万份，一周年时已经卖出200万份，两周年已卖出350万份。到了2019年，本作已累计售出600万份。2022年6月，所有平台銷售量達到1200萬。

### 所獲榮譽
許多媒體都把《城市：天际线》列為「2015年最佳PC遊戲」，包含了Red Bull、PCGamesN以及《PC World》。在排行方面，《Paste雜誌》評選本作為「2015年最佳PC遊戲」第10名、Shacknews評選本作為第9名，而在一場由德國媒體PCGames舉辦，將近4100人參與的PC遊戲票選中，《城市：天际线》獲得第5名。USgamer收錄遊戲至「25款最佳Steam遊戲」名單，《PC Magazine》將本作納入「9款你需要的Steam遊戲」當中，GameTrailers提名遊戲為「2015年最佳PC獨佔遊戲」。Bleeding Cool評選《城市：天际线》為「年度最佳遊戲」第33名、亞馬遜公司評選本作為第5名。Game Debate將本作評為「年度管理」與「年度遊戲」第5名、並將「最佳擴展」頒發給DLC《夜生活》。Rock, Paper, Shotgun評選本作為「2010年代最偉大的PC遊戲」之一和「2022年PC上最值得玩的20款經營遊戲」第4名，並稱其為城市遊戲的希望。
遊戲獎項方面，《城市：天际线》榮獲《GameInformer》的「最佳模擬遊戲」、《PC Gamer》的「社群冠軍」以及2015年Unity大賽「金立方獎」（Golden Cube）。《城市：天际线》獲得兩次Steam大奖提名，分別是2016年的「輕鬆愜意獎」及2017年的「世界已冷酷至极，让我们携手前行」。在第19屆D.I.C.E.獎上，《城市：天际线》獲得了「年度策略模擬遊戲」提名，但該獎項最後頒給了《暴雪英霸》。開發商Colossal Order憑藉《城市：天际线》獲得「芬蘭年度遊戲開發者」（Vuoden suomalainen pelinkehittäjä）的殊榮。

### 现实影响
Paradox Interactive总部所在地瑞典斯德哥尔摩在其新市鎮改造計畫中宣布成立了“我的邻居城市：天际线”（My Neighborhood Cities: Skyliness），試圖讓玩家、建築師、土木工程師和水土保持學者們一同在遊戲裡設計模擬新市鎮，以作為現實新市鎮未來的藍圖。其中在纪录片《My Urban Playground》提到，将会用本游戏来模拟一个公共交通运输系统。
在韓國，由韓國國土情報公社舉辦的第二屆空間信息模擬比賽（제 2회 공간정보 시뮬레이션 경진대회）於2015年6月22日正式開放報名，選手們要透過《城市：天际线》完成三個比賽項目，獲勝選手將得到300萬韓元的獎勵。芬蘭的海門林納政府也舉辦了類似活動，政府將待建設的區域做成遊戲地圖讓玩家發揮創意，並依據成品的創意、可行程度得頒發優勝者。

## 續作
Paradox Interactive於2023年3月宣布《大都會：天際》的續作，名為《大都會：天際II》。游戏已于2023年10月24日面向Windows发布，但原预计于2024年第四季或之后发布的PlayStation 5和Xbox Series X/S版本由于硬件限制，截止2025年8月仍处于推迟状态。
它將具有更強大的遊戲機制，包括更強大的模組功能和完全實現的經濟及交通運輸系統。新作仍繼續沿用Unity遊戲引擎，並允許玩家獲得更多土地；雖然本作僅限於9個方塊（總共有36 km2區域） （透過模組後修改增加至25或81個，重製版為25個 ，重製版100 km2 ），續集將允許玩家構建441塊土地，總共有 159 km2 的區域。